# Mistrovství světa v judu 1987
XIV. mistrovství světa se konalo v Grugahalle v Essenu ve dnech 19.-22. listopadu 1987.

## Program
- ČTV - 19.11.1987 - těžká váha (+95 kg, +72 kg) a polotěžká váha (−95 kg, −72 kg)
- PAT - 20.11.1987 - střední váha (−86 kg, −66 kg) a polostřední váha (−78 kg, −61 kg)
- SOB - 21.11.1987 - lehká váha (−71 kg, −56 kg) a pololehká váha (−65 kg, −52 kg)
- NED - 22.11.1987 - supelehká váha (−60 kg, −48 kg) a bez rozdílu vah

## Výsledky

### Muži
| Kategorie | Zlato                     | Stříbro                | Bronz                 | Bronz                  |
| --------- | ------------------------- | ---------------------- | --------------------- | ---------------------- |
| −60 kg    | Kim Če-jop (KOR)          | Šindži Hosokawa (JPN)  | Patrick Roux (FRA)    | Kevin Asano (USA)      |
| −65 kg    | Jósuke Jamamoto (JPN)     | Jurij Sokolov (URS)RUS | Tamás Bujkó (HUN)     | Janusz Pawłowski (POL) |
| −71 kg    | Mike Swain (USA)          | Marc Alexandre (FRA)   | Kerrith Brown (GBR)   | Tošihiko Koga (JPN)    |
| −78 kg    | Hirotaka Okada (JPN)      | Bašir Varajev (URS)RUS | Waldemar Legień (POL) | I Kchwe-hwa (KOR)      |
| −86 kg    | Fabien Canu (FRA)         | Pak Čong-čchol (PRK)   | Masao Murata (JPN)    | Densign White (GBR)    |
| −95 kg    | Hitoši Sugai (JPN)        | Theo Meijer (NED)      | Ha Hjong-ču (KOR)     | Aurélio Miguel (BRA)   |
| +95 kg    | Grigorij Veričev (URS)RUS | Mohamed Rašván (EGY)   | Jochen Plate (FRG)    | Sü Kuo-čching (CHN)    |

### Ženy
| Kategorie | Zlato                        | Stříbro                   | Bronz                      | Bronz                          |
| --------- | ---------------------------- | ------------------------- | -------------------------- | ------------------------------ |
| −48 kg    | Li Čung-jün (CHN)            | Fumiko Ezakiová (JPN)     | Čou Jü-pching (TPE)        | Jessica Galová (NED)           |
| −52 kg    | Sharon Rendleová (GBR)       | Kaori Jamagučiová (JPN)   | Alessandra Giungiová (ITA) | Dominique Brunová (FRA)        |
| −56 kg    | Catherine Arnaudová (FRA)    | Suzanne Williamsová (AUS) | Ann Hughesová (GBR)        | Regina Philipsová (FRG)        |
| −61 kg    | Diane Bellová (GBR)          | Lynn Roethkeová (USA)     | Noriko Močidaová (JPN)     | Bogusława Olechnowiczová (POL) |
| −66 kg    | Alexandra Schreiberová (FRG) | Brigitte Deydierová (FRA) | Roswitha Hartlová (AUT)    | Hikari Sasakiová (JPN)         |
| −72 kg    | Irene de Koková (NED)        | Ingrid Berghmansová (BEL) | Joko Tanabeová (JPN)       | Barbara Claßenová (FRG)        |
| +72 kg    | Kao Feng-lien (CHN)          | Regina Sigmundová (FRG)   | Angelique Serieseová (NED) | Margaret Castrová (USA)        |